# 6557 Yokonomura
A 6557 Yokonomura (ideiglenes jelöléssel 1990 VR3) a Naprendszer kisbolygóövében található aszteroida. Toshiro Nomura és Koyo Kawanishi fedezte fel 1990. november 11-én.